# Swanee

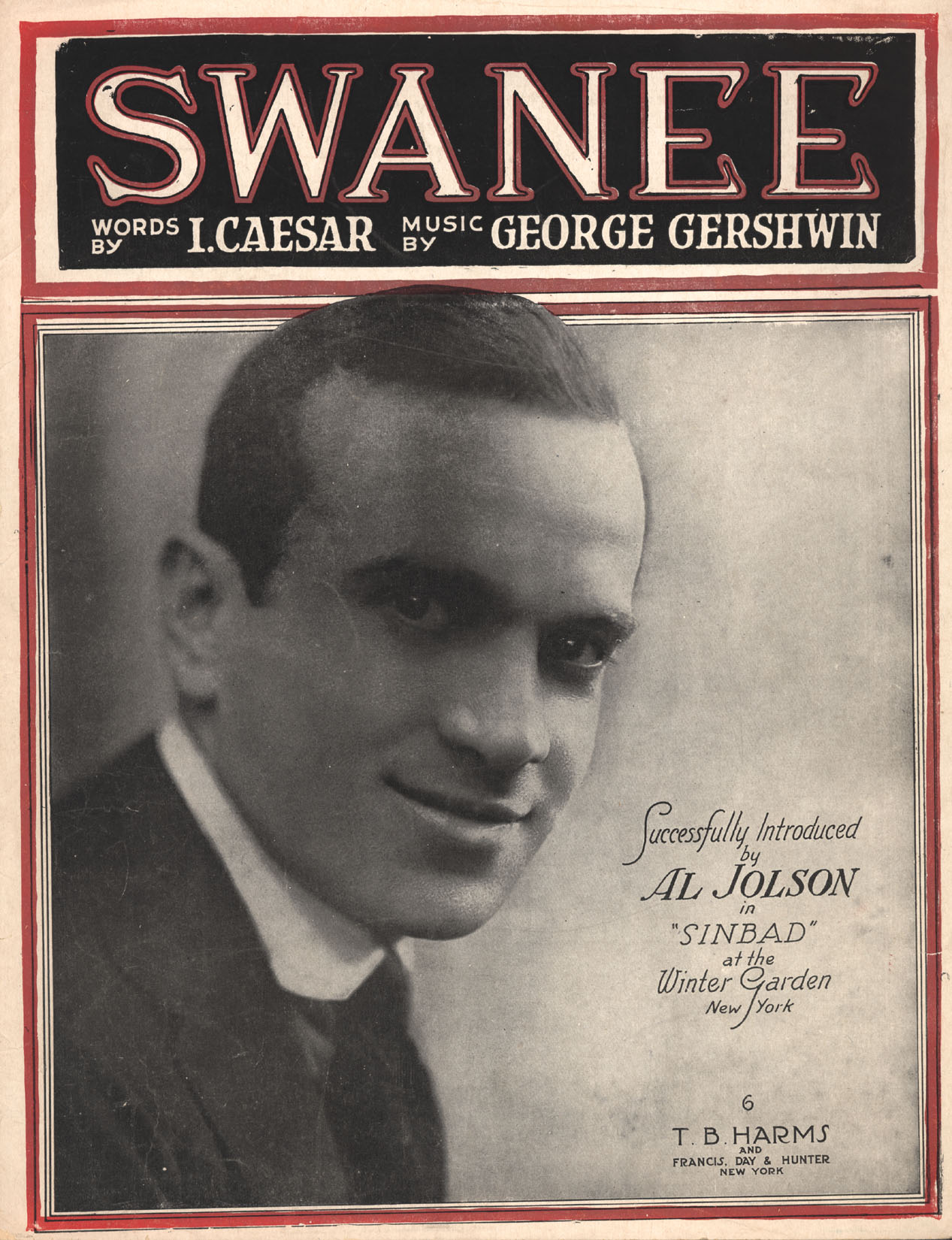
1919 Partitura de la canción Swanee con Al Jolson en la portada. Para la partitura completa puedes consultar Wikisource.

Swanee es una canción escrita en 1919 por George Gershwin, con letra de Irving Caesar.  También se asocia a menudo al cantante Al Jolson quien la popularizó.
La canción fue escrita para un musical en Nueva York titiulado Demi-Tasse, que abrió sus puertas en octubre de 1919 en el Teatro Capitol. César y Gershwin, que contaban entonces con 20 años de edad, dijeron haber escrito la canción en unos diez minutos, en un autobús en Manhattan, y a continuación, en el apartamento de Gershwin. Escrita en parte como una parodia de la canción Old Folks at Home de Stephen Foster, finalmente fue utilizada como un número estelar y de gran producción, con 60 coristas bailando con luz eléctrica en sus zapatos, sobre un escenario oscuro.  
La canción tuvo poco impacto en su estreno, pero poco después fue oída por Al Jolson quien lo puso en su Sinbad show, siendo un éxito en el Teatro Winter Garden, y lo grabó para el sello Columbia Records en enero de 1920. Después de esto —dijo Gershwin por aquel entonces—  Swanee ha penetrado por las cuatro esquinas de la tierra. En dos meses, la canción estuvo en el número 1 durante 18 semanas y se vendieron un millón de copias de partituras y una cifra estimada de dos millones de discos. Se convirtió en el primer éxito de Gershwin y la canción más vendida de su carrera, este dinero le permitió concentrarse en el trabajo para musicales y películas en lugar de escribir éxitos pop más simples. Arthur Schwartz comentó Es irónico; nunca volvió a escribir algo que vendiera y difundiera tanto como Swanee, algo que no coincide con la individualidad y la sutileza de sus últimos trabajos, refiriéndose a Gershwin.
Jolson grabó la canción varias veces durante su carrera, y lo hizo también para películas The Jolson Story (1946), Rhapsody in Blue (1946), y Jolson Sings Again (1949).  Aunque, por lo general, se asocia esta obra a Jolson, Swanee ha sido grabada por muchos otros artistas, especialmente Judy Garland en Ha nacido una estrella - A Star is Born (1954). Rufus Wainwright produjo la canción en su álbum de 2007, Rufus Does Judy at Carnegie Hall.  En 1979 fue interpretada en El Show de los Muppets.
La canción también fue utilizada por el club de fútbol australiano Sydney Swans para sus promociones de marketing a finales de 1990.

## Las versiones grabadas
- Al Jolson - rec. 8 de enero de 1920 - lanzado como Columbia A 2884, matriz 78917-2
- Judy Garland - 1939
- Al Jolson - 1943 - incluida en la película Rhapsody In Blue (1945)
- Al Jolson - rec. 10 de agosto de 1945 - lanzado como Decca 23470, matriz L 3912
- The Temptations - 1968 - emisiones en "Live at the Copa" álbum.
- Muppets - rec. 1979 - como parte de la emisión del episodio 402 de El Show de los Muppets